# Friedrich von Zander (Jurist, 1791)

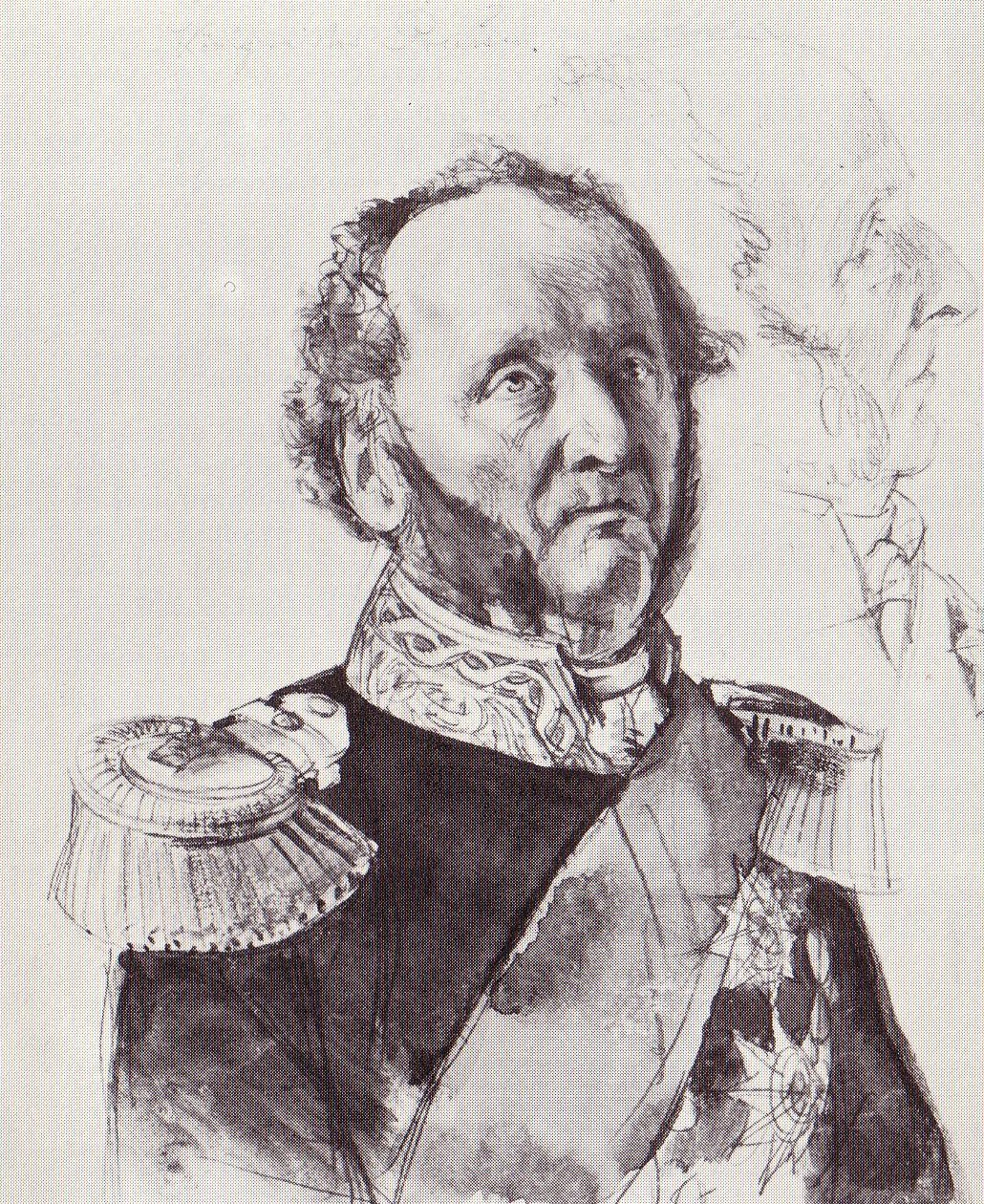
Friedrich von Zander (Zeichnung von Adolph von Menzel)

Friedrich (von) Zander (* 28. März 1791 in Mohrungen, Königreich Preußen; † 14. April 1868 in Königsberg i. Pr.) war 36 Jahre lang der höchste Richter in (Ost-)Preußen.

## Familie
Friedrich Zander entstammte einer ostpreußischen Familie, er war der Sohn des königlich-preußischen Justizrats Friedrich Zander (1766–1810), Justizbürgermeister und Patrimonialrichter zu Mohrungen, und der Elisabeth geb. Thatz (1768–1812).
Zander heiratete am 6. Dezember 1813 in Königsberg Amalie Lindemann (* 10. April 1792 in Königsberg; † 21. April 1853 ebenda), die Tochter des königlich-preußischen Kriegsrats und Kriegszahlmeisters Friedrich Ludwig Lindemann und der Christina Wilhelmina Amalia Bock. Das Ehepaar hatte neun Kinder.

## Leben
Zander studierte von 1805 bis 1808 an der Albertus-Universität Königsberg Rechtswissenschaft und Philosophie. Anschließend war er Auskultator in seiner Heimatstadt. Im Jahr 1811 wurde er Referendar und 1813 Assessor in Insterburg. 1816 wurde er Oberlandesgerichtsrat in Marienwerder (Westpreußen) und 1825 Direktor am Oberlandesgericht Königsberg. 1828 wurde er dort Vizepräsident und ab 1832 bis 1849 war er Chefpräsident des Oberlandesgerichts. Mit der Reform der Gerichtsverfassung wurde er 1849 Erster Präsident des nunmehrigen Appellationsgerichts, das ab 1856 die Benennung „Ostpreußisches Tribunal“ erhielt. Damit verbunden bekleidete er ab 1857 das Hofamt „Kanzler des Königreichs Preußen“, mit dem auch ein Sitz im Preußischen Herrenhaus verbunden war. Zander war allerdings schon vorher – als durch das besondere Vertrauen des Königs auf Lebenszeit berufen – Mitglied des Herrenhauses. Als solcher war er auch 1857 zum Kronsyndikus ernannt worden.
Von 1835 bis 1837 war er außerdem Direktor der Justizdeputation in Angelegenheiten der Generalkommission und 1838 Direktor des hierzu gehörigen Revisionskollegiums. Politisch betätigte er sich auch schon von 1850 bis 1854 als Mitglied der Ersten Kammer.

## Ehrungen
- Nobilitierung durch Friedrich Wilhelm III. (7. März 1836)
- Kanzler in Preußen (1856)
- Kronsyndikus (1861)
- Schwarzer Adlerorden